# Eugène Gluck
Pour les articles homonymes, voir Gluck.
Louis-Théodore-Eugène Glück, dit Eugène Gluck, né à Altkirch (Haut-Rhin) le 3 avril 1820 et mort à Paris le 10 août 1898, est un artiste peintre, aquarelliste, lithographe et illustrateur français.

## Biographie

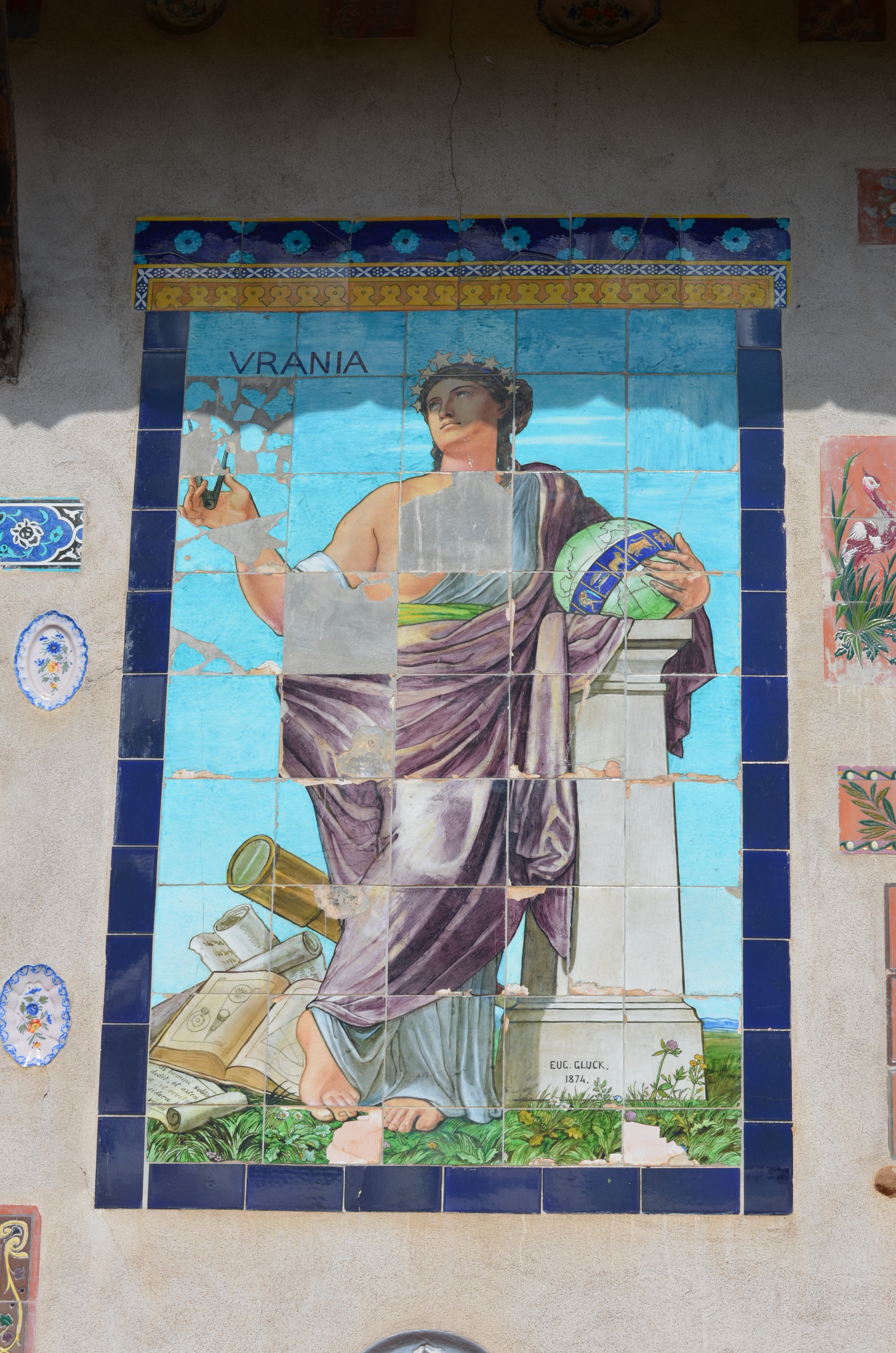
Urania, carreaux de Deck d'après un modèle de Gluck (1874).

Louis-Théodore-Eugène Glück est né à Altkirch (Haut-Rhin) le 3 avril 1820. Il est le fils de Jean-Antoine-Baptiste Glück (vers 1782-18..), directeur des postes à Altkirch sous l'Empire, et de Marie-Anne dit « Nanette » Fleury (vers 1782-18..), native de Porrentruy. Il est le frère de Jean-Baptiste Glück (1809-18..), professeur agrégé d'Histoire et professeur certifié d'allemand, en poste au lycée de Cahors entre 1839 et 1853, puis employé comme traducteur de la presse allemande à la Sûreté générale à partir de 1864.
Il a pour premier maître le peintre Gabriel-Christophe Guérin à Strasbourg. C'est dans cette ville qu'il réalise son premier travail important, une série de 52 planches retraçant le cortège de la fête de Gutenberg célébrée le 24 juin 1840. Trois ans plus tard, en 1843, il s'installe à Paris, où il devient l'élève de Léon Cogniet. Il est admis à l'École des beaux-arts le 2 octobre 1844.
Dès 1847, Eugène Gluck participe au Salon mais l’État ne lui achète aucune de ses œuvres avant 1871.
Vers 1849, il devient l'ami de Jules Breton, qui lui attribue un rôle pionnier dans la peinture de « plein air ».
Il est aussi l'auteur de nombreuses illustrations, dessins sur zinc (procédé Comte) ou lithographies, notamment 24 planches pour l’Album historique du département du Lot (Paris, 1852) rédigé par son frère Jean-Baptiste.
À partir de 1862, il crée des faïences pour la fabrique des frères Xavier et Théodore Deck. Resté fidèle à son département natal, il fait partie des initiateurs du Musée des beaux-arts de Mulhouse en 1865.
Sous la Commune de Paris (1871), Gluck est élu à la commission fédérale de la Fédération des artistes de Paris, qui le nomme, aux côtés de Jean Chapuy, adjoint de l'administrateur provisoire du Musée du Luxembourg, André Gill.
Le 9 avril 1881, Gluck épouse une fleuriste, Jeanne-Marie Riou (1838-19..), à la mairie du 6e arrondissement. Les peintres Jules-Emmanuel Valadon et Jules-Antoine Legrain ainsi que le sculpteur Étienne Leroux y assistent en tant que témoins des époux.
Le 12 janvier 1895, Gluck est nommé officier d'Académie.
Membre de la Société des artistes français, Gluck expose jusque dans les années 1890. Menacé par la cécité, il ne peut plus continuer à travailler de son art. Une vente d’œuvres à son profit, à laquelle contribuent de nombreux artistes, est par conséquent organisée le 24 mai 1898 à la salle de la Société populaire des beaux-arts, au no 13 de la rue de la Grange-Batelière. Gluck meurt peu de temps après, le 10 août, en son domicile de la rue de Vaugirard, à Paris. Lors de ses obsèques, son ami Auguste Bartholdi prononce un discours sur sa tombe au nom des artistes alsaciens.

## Œuvres
Sauf mention contraire, il s'agit de peintures à l'huile sur toile.
- Une Bataille antique, Salon de 1847, anc. coll. du docteur Guérard.
- Une Scène des Brigands de Schiller, Salon de 1848.
- Portrait de M. le docteur Sadoul, Salon de 1848.
- Combat de Dieudonné de Gozon, chevalier de Malte, contre le dragon de l'île de Rhodes, Salon de 1849.
- Un Cabaret du temps de Louis XIII, 1850, Salon de 1851.
- Un Dimanche au XVIIe siècle, Salon de 1852.
- La Promenade ; Weissembourg en 1635, Salon de 1855.
- Les Bergers, idylle (d'après Salomon Gessner), Salon de 1857.
- Bataille entre les Arvernes et les Romains, Salon de 1857.
- La Défense de Kars (Turquie d'Asie), 1857.
- Portrait de M. Camille Briard, 1857.
- Céphale et Procris, huile sur toile, 200 cm x 260 cm, 1858, Salon de 1859, vendu à Paris par Artcurial le 20 juin 2006.
- Portrait de M. le général baron de Vast Vimeux, député questeur au Corps législatif, Salon de 1859.
- Bataille, 1860, Musée de Colmar.
- Vue de la cour du château de Pau (avec des personnages d'époque Renaissance), huile sur toile, 32,5 cm x 24,5 cm, Musée national du château de Pau.
- Bataille de Landshut, 1809, Salon de 1861.
- Combat entre les Romains de César et les Gaulois de Vercingétorix, épisode de la guerre des Gaules, Salon de 1863.
- Le Baron de Hoh-Andlau partant pour la guerre (Alsace, 1485), panneau décoratif, Salon de 1863.
- César et le Gaulois (d'après les Commentaires sur Virgile de Servius), Salon de 1864, Musée de Mulhouse.
- Le Départ pour la chasse, Salon de 1865, anc. coll. Engel-Dollfus, Musée de Mulhouse.
- La Descente à l'hôtellerie, Salon de 1865, anc. coll. E. Fontaine de Troyes.
- Un Homme utile (un savetier), Salon de 1866.
- Les Préparatifs de la chasse, faïence, Salon de 1866.
- Chevaliers partant pour la guerre, faïence, Salon de 1866.
- Un Dimanche au bon vieux temps, Salon de 1868.
- Chasse au sanglier, faïence, Salon de 1868.
- Chevalier, faïence, Salon de 1868.
- Le Jardin du Luxembourg en 1868, Salon de 1869.
- L'Arrivée à la promenade, Salon de 1869, anc. coll. A. Fragerolle.
- La Chevauchée, faïence, Salon de 1869.
- Chasse au sanglier, panneau décoratif imitant la tapisserie, Salon de 1870, acquis par l’État en 1875 et attribué en 1875 au Musée national Adrien Dubouché de Limoges.
- Le Déjeuner du cygne (XVIe siècle), Salon de 1870.
- La Chasse au sanglier, faïence, Salon de 1870.
- Chasse au cerf, faïence, Salon de 1870.
- Henry de la Rochejacquelein est proclamé chef par des paysans vendéens, Salon de 1873.
- Portrait de M. C. Gauthier (ou du sculpteur Charles Gautier), Salon de 1875.
- Le Moulin de Cernay (Seine-et-Oise), aquarelle, Salon de 1875.
- Jeune paysan breton, Salon de 1876.
- La Ménagère attentive, Salon de 1877.
- Portrait de M. T. Deck, Salon de 1878.
- Portrait de Mlle E. D., Salon de 1878.
- Portrait de Mlle ..., Salon de 1879.
- Aux bords de la Marne, Salon de 1879.
- Le Cabaret du Pot d’Étain, Salon de 1880.
- La Mare aux chênes, Salon de 1880.
- Un Café de village, environs de Paris, Salon de 1882.
- Bords de la Marne, près de la Varenne (Seine-et-Oise), Salon de 1882.
- Les Apprêts du dimanche, Salon de 1886.
- Paysage, dessin, Salon des Champs-Élysées, 1886.
- Souvenirs de Besançon, bords du Doubs, dessin ou aquarelle, Salon des Champs-Élysées, 1887.
- Vue prise aux environs de Neauphle-le-Château, aquarelle, Salon des Champs-Élysées, 1887 ou 1889.
- Après le marché, Salon de 1888.
- Vue prise à la Varenne-Saint-Hilaire, Salon de 1888.
- Près de Villiers, aquarelle, Salon des Champs-Élysées, 1889.
- Au bois de Neauphle (Seine-et-Oise), aquarelle, Salon des Champs-Élysées, 1890.
- Intérieur du village, aquarelle, Salon des Champs-Élysées, 1890.
- Rue de Neauphle, dessin ou aquarelle, Salon des Champs-Élysées, 1890 ou 1891.
- Vue prise à Villiers, dessin ou aquarelle, Salon des Champs-Élysées, 1891.
- Une porte du château des Menuts (Seine-et-Oise), aquarelle, Salon des Champs-Élysées, 1893.
- La Leçon de lecture au village, 1893.
- Épisode de l'histoire de Strasbourg, 1895.
- La Colombe et la fourmi, Salon de 1897.
- Paysage, Salon de 1898.